# MediaTek
MediaTek je společnost založená v roce 1997 na Tchaj-wanu. Zabývá se výrobou bezdrátových, optických a mobilních technologií. Své produkty má firma především v Asii, ale své pobočky po celém světě.

## Historie
Společnost se původně jmenovala United Microelectronics Corporation a to až do roku 2001 kdy se přejmenovala právě na MediaTek.
Prvním produktem, který společnost proslavil, byl jednojádrový procesor řady MT64XX. V roce 2012 představila vylepšený model MT6577, který má dvoujádrový procesor a je vyráběn 40nm technologií. V roce 2014 představila další model, který se jmenuje MT6889. Tento model má čtyřjádrový procesor ACortex A7 a běží na frekvenci 1.2GHz. Oproti modelu MT6577 je vyráběn 28nm technologií, umožňuje vyšší rozlišení fotoaparátu a nahrávání videa ve full HD režimu.
Osmijádrový 32bitový procesor s podporou 4G LTE sítí a Quad HD rozlišením má označení MT6595. Jeho maximální taktovací frekvence je 2,5GHz. Tyto procesory podporují technologií Super-Slow Motion, tedy přehrávání videa různou rychlostí. V roce 2014 firma uvedla osmijádrový symetrický 64bitový mikroprocesor MT6795.
V červnu 2015 firma oznámila desetijádrový SoC s názvem Helio X20, který by měl mít trojici různě výkonných jader a ve výkonu překonávat konkurenci.

## Kategorie produktů
- Optická jednotka
- Spotřební DVD a Blu-ray
- Digitální TV
- Wi-Fi
- Bluetooth
- NFC
- GPS

## Procesory
Společnost vyrábí procesory do smartphonů, modemů a tabletů, nositelných zařízení, televizí, do bezdrátových SoC či to Wi-Fi zařízení.

### Procesory pro chytré telefony

#### 2003–7
| Produktové číslo | CPU ISA      | Velikost výrobního procesoru transistorů | CPU           | CPU cache                                 | GPU     | Technologie paměti           | Bezdrátové rádiové technologie | Datum vydání |
| ---------------- | ------------ | ---------------------------------------- | ------------- | ----------------------------------------- | ------- | ---------------------------- | ------------------------------ | ------------ |
| MT6205           | ARM7 (ARMv5) |                                          |               |                                           |         |                              | GSM                            |              |
| MT6216           | ARM7 (ARMv5) |                                          |               |                                           | Bez GPU |                              | GSM/GPRS Class 12 MODEM        |              |
| MT6217           | ARM7 (ARMv5) |                                          |               |                                           | Bez GPU |                              | GSM/GPRS Class 12 MODEM        |              |
| MT6218B          | ARM7 (ARMv5) |                                          | Až do 52 MHz  | 16 KB Instruction-Cache, 16 KB Data-Cache | Bez GPU | 8-bit or 16-bit up to 64 MB  | GSM/GPRS Class 12 MODEM        | 2003         |
| MT6219           | ARM7 (ARMv5) |                                          | Až do 52 MHz  | 16 KB Instruction-Cache, 16 KB Data-Cache | Bez GPU | 8-bit or 16-bit up to 64 MB  | GSM/GPRS Class 12 MODEM        | 2003         |
| MT6223           | ARM7 (ARMv5) |                                          | Až do 52 MHz  | 16 KB Instruction-Cache, 16 KB Data-Cache | Bez GPU | 8-bit or 16-bit up to 64 MB  | GSM/GPRS Class 12 MODEM        | 2003         |
| MT6225           | ARM7 (ARMv5) |                                          |               |                                           | Bez GPU |                              | GSM/GPRS Class 12 MODEM        |              |
| MT6226           | ARM7 (ARMv5) |                                          | Až do 52 MHz  | 16 KB Instruction-Cache, 16 KB Data-Cache | Bez GPU | 8-bit or 16-bit up to 64 MB  | GSM/GPRS Class 12 MODEM        | 2003         |
| MT6227           | ARM7 (ARMv5) |                                          | Až do 52 MHz  | 16 KB Instruction-Cache, 16 KB Data-Cache | Bez GPU | 8-bit or 16-bit up to 64 MB  | GSM/GPRS Class 12 MODEM        | 2003         |
| MT6228           | ARM7 (ARMv5) |                                          | Až do 52 MHz  | 16 KB Instruction-Cache, 16 KB Data-Cache | Bez GPU | 8-bit or 16-bit up to 64 MB  | GSM/GPRS Class 12 MODEM        | 2003         |
| MT6229           | ARM7 (ARMv5) |                                          | Až do 52 MHz  | 16 KB Instruction-Cache, 16 KB Data-Cache | Bez GPU | 8-bit or 16-bit up to 64 MB  | GSM/GPRS Class 12 MODEM        | 2003         |
| MT6230           | ARM7 (ARMv5) |                                          | Až do 52 MHz  | 16 KB Instruction-Cache, 16 KB Data-Cache | Bez GPU | 8-bit or 16-bit up to 64 MB  | GSM/GPRS Class 12 MODEM        | 2003         |
| MT6235           | ARM9 (ARMv5) |                                          | Až do 208 MHz |                                           | Bez GPU | 8-bit or 16-bit up to 128 MB | GSM/GPRS/EDGE, Bluetooth       | 2007         |
| MT6236           | ARM9 (ARMv5) |                                          | Až do 208 MHz |                                           | Bez GPU | 8-bit or 16-bit up to 128 MB | GSM/GPRS/EDGE, Bluetooth       | 2007         |

#### 2009–12
| Produktové číslo | CPU ISA           | Velikost výrobního procesoru transistorů | CPU               | CPU cache | GPU                            | Technologie paměti | Bezdrátové rádiové technologie       | Datum vydání |
| ---------------- | ----------------- | ---------------------------------------- | ----------------- | --------- | ------------------------------ | ------------------ | ------------------------------------ | ------------ |
| MT6516           | ARM9 (ARMv5)      | 65 nm                                    | 416 MHz           |           | No GPU                         |                    | Nekompatibilní s 3G                  | 2009         |
| MT6513           | ARM11 (ARMv6)     | 65 nm                                    | 650 MHz           |           | PowerVR SGX531 @ 281 MHz       |                    | Nekompatibilní s 3G (MT6573 bez 3G)  |              |
| MT6573           | ARM11 (ARMv6)     | 65 nm                                    | 650 MHz           |           | PowerVR SGX531 @ 281 MHz       |                    | 3G, HSPA                             | 2010         |
| MT6575M          | Cortex-A9 (ARMv7) | 65 nm                                    | 1.0 GHz           | 256 KB L2 | PowerVR SGX531 @ 281 MHz       |                    | 3G, HSPA                             | 2012         |
| MT6515           | Cortex-A9 (ARMv7) | 40 nm                                    | 1.0 GHz           |           | PowerVR SGX531 Ultra @ 522 MHz |                    | Nekompatibilní s 3G (MT6575 bez 3G)  | 2012         |
| MT6517           | Cortex-A9 (ARMv7) | 40 nm                                    | 1.0 GHz dual-core |           | PowerVR SGX531 Ultra @ 522 MHz |                    | Nekompatibilní s 3G (MT6577 bez 3G)  | 2012         |
| MT6517T          | Cortex-A9 (ARMv7) | 40 nm                                    | 1.2 GHz dual-core |           | PowerVR SGX531 Ultra @ 525 MHz |                    | Nekompatibilní s 3G (MT6577T bez 3G) |              |
| MT6575           | Cortex-A9 (ARMv7) | 40 nm                                    | 1.0 GHz           | 512 KB L2 | PowerVR SGX531 Ultra @ 522 MHz |                    | 3G, HSPA                             | 2011         |
| MT6577           | Cortex-A9 (ARMv7) | 40 nm                                    | 1.0 GHz dual-core |           | PowerVR SGX531 Ultra @ 522 MHz |                    | 3G, HSPA, HSPA+                      | 2012         |
| MT6577T          | Cortex-A9 (ARMv7) | 40 nm                                    | 1.2 GHz dual-core |           | PowerVR SGX531 Ultra @ 522 MHz |                    | 3G, HSPA, HSPA+                      |              |

#### 2013 a později (ARMv7)

##### Dual-core
| Produktové číslo | CPU ISA | Velikost výrobního procesoru transistorů | CPU                             | CPU cache           | GPU                    | Technologie paměti | Bezdrátové rádiové technologie                                                  | Datum vydání |
| ---------------- | ------- | ---------------------------------------- | ------------------------------- | ------------------- | ---------------------- | ------------------ | ------------------------------------------------------------------------------- | ------------ |
| MT6572M          | ARMv7   | 28 nm                                    | 1.0 GHz dual-core ARM Cortex-A7 | 32 KB L1, 256 KB L2 | Mali-400 MP1 @ 400 MHz |                    | GSM/EDGE (2G), Multi-mode Rel. 8 HSPA+/TD-SCDMA (3G), Wi-Fi, FM, Bluetooth, GPS | 2014         |
| MT6572           | ARMv7   | 28 nm                                    | 1.4 GHz dual-core ARM Cortex-A7 | 32 KB L1, 256 KB L2 | Mali-400 MP1 @ 500 MHz | LPDDR2 266 MHz     | Multi-mode Rel. 8 HSPA+/TD-SCDMA, Wi-Fi, FM, Bluetooth, GPS                     | June 2013    |
| MT6571           | ARMv7   | 28 nm                                    | 1.3 GHz dual-core ARM Cortex-A7 |                     | Mali-400 MP1           |                    | GSM/EDGE (2G), Wi-Fi, FM, Bluetooth, GPS                                        | Q3 2014      |

##### Čtyřjádrové procesory
| Produktové číslo | CPU ISA | Velikost výrobního procesoru transistorů | CPU                                   | CPU cache           | GPU                        | Technologie paměti                                     | Bezdrátové rádiové technologie               | Datum vydání |
| ---------------- | ------- | ---------------------------------------- | ------------------------------------- | ------------------- | -------------------------- | ------------------------------------------------------ | -------------------------------------------- | ------------ |
| MT6580           | ARMv7   | 28 nm                                    | Až do 1.3 GHz Quad-core ARM Cortex-A7 | 32 KB L1, 512 KB L2 | Mali-400 MP1 @ 500 MHz     | 32-bit single-channel 533 MHz LPDDR2/LPDDR3 (4.3 GB/s) | R8 HSPA+/TD-SCDMA, Wi-Fi, FM, Bluetooth, GPS | 2015         |
| MT6582M          | ARMv7   | 28 nm                                    | Až do 1.3 GHz Quad-core ARM Cortex-A7 | 32 KB L1, 512 KB L2 | Mali-400 MP2 @ 400 MHz     | 32-bit single-channel 533 MHz LPDDR2/LPDDR3 (4.3 GB/s) | R8 HSPA+/TD-SCDMA, Wi-Fi, FM, Bluetooth, GPS | Q1 2014      |
| MT6582           | ARMv7   | 28 nm                                    | Až do 1.3 GHz Quad-core ARM Cortex-A7 | 32 KB L1, 512 KB L2 | Mali-400 MP2 @ 500 MHz     | 32-bit single-channel 533 MHz LPDDR2/LPDDR3 (4.3 GB/s) | R8 HSPA+/TD-SCDMA, Wi-Fi, FM, Bluetooth, GPS | Q3 2013      |
| MT6589M          | ARMv7   | 28 nm                                    | Až do 1.2 GHz Quad-core ARM Cortex-A7 | 32 KB L1, 1 MB L2   | PowerVR SGX544MP @ 156 MHz | LPDDR2/LPDDR3                                          | 3G, HSPA+, TD-SCDMA                          | July 2013    |
| MT6589           | ARMv7   | 28 nm                                    | Až do 1.2 GHz Quad-core ARM Cortex-A7 | 32 KB L1, 1 MB L2   | PowerVR SGX544MP @ 286 MHz | 32-bit single-channel 533 MHz LPDDR2 (4.3 GB/s)        | 3G, HSPA+, TD-SCDMA                          | March 2013   |
| MT6589T          | ARMv7   | 28 nm                                    | Až do 1.5 GHz Quad-core ARM Cortex-A7 | 32 KB L1, 1 MB L2   | PowerVR SGX544MP @ 357 MHz | LPDDR1/LPDDR2                                          | 3G, HSPA+, TD-SCDMA                          | July 2013    |
| MT6588           | ARMv7   | 28 nm HPM                                | Až do 1.7 GHz Quad-core ARM Cortex-A7 | 32 KB L1, 1 MB L2   | Mali-450 MP4 @ 600 MHz     | LPDDR2 533 MHz, LPDDR3 666 MHz                         | R8 HSPA+/TD-SCDMA, Wi-Fi, FM, Bluetooth, GPS |              |

##### Šestijádrové, osmijádrové a desetijádrové procesory
| Produktové číslo | CPU ISA | Velikost výrobního procesoru transistorů | CPU                                                                                       | CPU cache         | GPU                                 | Technologie paměti                                                         | Bezdrátové rádiové technologie                               | Datum vydání |
| ---------------- | ------- | ---------------------------------------- | ----------------------------------------------------------------------------------------- | ----------------- | ----------------------------------- | -------------------------------------------------------------------------- | ------------------------------------------------------------ | ------------ |
| MT6591           | ARMv7   | 28 nm HPM                                | 1.5 GHz hexa-core ARM Cortex-A7                                                           |                   | Mali-450 MP4 @ 600 MHz              | 32-bit single-channel LPDDR2, LPDDR3                                       | GSM, GPRS, UMTS, HSPA+, HSUPA, TD-SCDMA                      | Q1 2014      |
| MT6592M          | ARMv7   | 28 nm HPM                                | 1.4 GHz octa-core ARM Cortex-A7                                                           | 32 KB L1, 1 MB L2 | Mali-450 MP4 @ 600 MHz              | 32-bit single-channel LPDDR2 533 MHz (4.3 GB/s), LPDDR3 666 MHz (5.3 GB/s) | R8 HSPA+/TD-SCDMA, Wi-Fi, FM, Bluetooth, GPS                 | 2014         |
| MT6592           | ARMv7   | 28 nm HPM                                | 1.7–2 GHz octa-core ARM Cortex-A7                                                         | 32 KB L1, 1 MB L2 | Mali-450 MP4 @ 700 MHz              | 32-bit single-channel LPDDR2 533 MHz (4.3 GB/s), LPDDR3 666 MHz (5.3 GB/s) | R8 HSPA+/TD-SCDMA, Wi-Fi, FM, Bluetooth, GPS                 | Q4 2013      |
| MT6595M          | ARMv7   | 28 nm HPM                                | 2.0 GHz quad-core ARM Cortex-A17 a 1.5 GHz quad-core ARM Cortex-A7 (ARM big.LITTLE s GTS) | 32 KB L1, 2 MB L2 | PowerVR 6200 (2 clusters) @ 450 MHz | 32-bit dual-channel 933 MHz LPDDR3 (14.9 GB/sec)                           | WCDMA, TD-SCDMA, GSM, FDD/TDD-LTE, CMCC 3G, CMCC 4G a TD-LTE | Q1 2014      |
| MT6595           | ARMv7   | 28 nm HPM                                | 2.2 GHz quad-core Cortex-A17 a 1.7 GHz quad-core Cortex-A7 (ARM big.LITTLE s GTS)         | 32 KB L1, 2 MB L2 | PowerVR 6200 (2 clusters) @ 600 MHz | 32-bit dual-channel 933 MHz LPDDR3 (14.9 GB/sec)                           | WCDMA, TD-SCDMA, GSM, FDD/TDD-LTE, CMCC 3G, CMCC 4G a TD-LTE | Q1 201       |

#### ARMv8

##### Čtyřjádrové
| Produktové číslo  | CPU ISA          | Velikost výrobního procesoru transistorů | CPU                                  | GPU                               | Technologie paměti                                | Bezdrátové rádiové technologie                                 | Datum vydání |
| ----------------- | ---------------- | ---------------------------------------- | ------------------------------------ | --------------------------------- | ------------------------------------------------- | -------------------------------------------------------------- | ------------ |
| MT6735P / MT6735M | ARMv8-A (64-bit) | 28 nm (HPM ?)                            | 1.0 GHz quad-core ARM Cortex-A53     | Mali-T720 MP2 @ 400(P)/500(M) MHz | 32-bit single-channel 533 MHz LPDDR3 (6.4 GB/sec) | GSM, UMTS, GPRS, HSPA+, HSUPA, TD-SCDMA, EVDO, LTE Cat 4       | Q2 2015      |
| MT6737            | ARMv8-A (64-bit) | 28 nm (HPM ?)                            | 1.1-1.3 GHz quad-core ARM Cortex-A53 | Mali-T720 MP2 @ 550 MHz           | 32-bit single-channel 640 MHz LPDDR2/3 up to 3GB  | GSM, UMTS, GPRS, HSPA+, HSUPA, TD-SCDMA, EVDO, LTE Cat 4 VoLTE | Q2 2016      |
| MT6735            | ARMv8-A (64-bit) | 28 nm HPM                                | 1.3 GHz quad-core ARM Cortex-A53     | Mali-T720 MP2 @ 600 MHz           | 32-bit single-channel 640 MHz LPDDR3 (6.4 GB/sec) | GSM, UMTS, GPRS, HSPA+, HSUPA, TD-SCDMA, EVDO, LTE Cat 4       | Q2 2015      |
| MT6737T           | ARMv8-A (64-bit) | 28 nm                                    | 1.5 GHz quad-core ARM Cortex-A53     | Mali-T720 MP2 @ 600 MHz           | 32-bit single-channel 733 MHz LPDDR2/3 up to 3GB  | GSM, UMTS, GPRS, HSPA+, HSUPA, TD-SCDMA, EVDO, LTE Cat 4 VoLTE | Q2 2016      |
| MT6738            | ARMv8-A (64-bit) | 28 nm HPM                                | 1.5 GHz quad-core ARM Cortex-A53     | Mali-T860 MP2 @ 350 MHz           | 32-bit single-channel 666 MHz LPDDR3 up to 4GB    | GSM, UMTS, GPRS, HSPA+, HSUPA, TD-SCDMA, EVDO, LTE Cat 4       | 2016         |
| MT6732M           | ARMv8-A (64-bit) | 28 nm HPM                                | 1.3 GHz quad-core ARM Cortex-A53     | Mali-T760 MP2 @ 500? MHz          | 32-bit single-channel 800 MHz LPDDR3 (6.4 GB/sec) | GSM, UMTS, GPRS, HSPA+, HSUPA, TD-SCDMA, LTE Cat 4             | Q3 2014      |
| MT6732            | ARMv8-A (64-bit) | 28 nm HPM                                | 1.5 GHz quad-core ARM Cortex-A53     | Mali-T760 MP2 @ 500 MHz           | 32-bit single-channel 800 MHz LPDDR3 (6.4 GB/sec) | GSM, UMTS, GPRS, HSPA+, HSUPA, TD-SCDMA, LTE Cat 4             | Q3 2014      |
| MT6738T           | ARMv8-A (64-bit) | 28 nm (HPM ?)                            | 1.5 GHz quad-core ARM Cortex-A53     | Mali-T860 MP2 @ 520 MHz           | 32-bit single-channel 666 MHz LPDDR3 up to 4GB    | GSM, UMTS, GPRS, HSPA+, HSUPA, TD-SCDMA, EVDO, LTE Cat 4       | 2016         |

##### Osmijádrové a desetijádrové procesory
| Produktové číslo    | CPU ISA          | Velikost výrobního procesoru transistorů | CPU | GPU                           | Technologie paměti                                          | Bezdrátové rádiové technologie                                                                          | Datum vydání |
| ------------------- | ---------------- | ---------------------------------------- | --- | ----------------------------- | ----------------------------------------------------------- | --- | ------------ |
| MT6750              | ARMv8-A (64-bit) | 28 nm HPM                                | 1.0 GHz quad-core ARM Cortex-A53 a 1.5 GHz quad-core ARM Cortex-A53                                         | Mali-T860 MP2 @ 520 MHz       | 32-bit single-channel 666 MHz LPDDR3 up to 4GB              | GSM, UMTS, GPRS, HSPA+, HSUPA, TD-SCDMA, CDMA2000 1x/EVDO Rev. A, Cat 6 FDD a TD-LTE w/ 20+20 CA, VoLTE | Q2 2016      |
| MT6753              | ARMv8-A (64-bit) | 28 nm LPM                                | 1.3 GHz quad-core ARM Cortex-A53 a 1.5 GHz quad-core ARM Cortex-A53                                         | Mali-T720 MP3 @ 700 MHz       | 32-bit single-channel 666 MHz LPDDR3 up to 3GB              | GSM, UMTS, GPRS, HSPA+, HSUPA, TD-SCDMA, CDMA2000 1x/EVDO Rev. A, Cat 4 FDD a TD-LTE                    | Q3 2015      |
| MT6750T             | ARMv8-A (64-bit) | 28 nm HPM                                | 1.0 GHz quad-core ARM Cortex-A53 a 1.5 GHz quad-core ARM Cortex-A53                                         | Mali-T860 MP2 @ 650 MHz       | 32-bit single-channel 833 MHz LPDDR3 up to 4GB              | GSM, UMTS, GPRS, HSPA+, HSUPA, TD-SCDMA, CDMA2000 1x/EVDO Rev. A, Cat 6 FDD a TD-LTE w/ 20+20 CA, VoLTE | Q2 2016      |
| MT6752M             | ARMv8-A (64-bit) | 28 nm HPM                                | 1.5 GHz octa-core ARM Cortex-A53                                                                            | Mali-T760 MP2 @ 700 MHz       | 32-bit single-channel 800 MHz LPDDR3 (6.4 GB/sec)           | GSM, UMTS, GPRS, HSPA+, HSUPA, TD-SCDMA, LTE Cat 4                                                      | Q3 2014      |
| MT6752              | ARMv8-A (64-bit) | 28 nm HPM                                | 1.7 GHz octa-core ARM Cortex-A53                                                                            | Mali-T760 MP2 @ 700 MHz       | 32-bit single-channel 800 MHz LPDDR3 (6.4 GB/sec)           | GSM, UMTS, GPRS, HSPA+, HSUPA, TD-SCDMA, LTE Cat 4                                                      | Q3 2014      |
| Helio P10; MT6755   | ARMv8-A (64-bit) | 28 nm HPC+                               | 2 GHz quad-core ARM Cortex-A53 a 1.2 GHz quad-core ARM Cortex-A53                                           | Mali-T860 MP2 @ 700 MHz       | 32-bit single-channel 933 MHz LPDDR3 (7.4 GB/sec) up to 4GB | GSM, UMTS, GPRS, HSPA+, HSUPA, TD-SCDMA, CDMA2000 1x/EVDO Rev. A, Cat 6 FDD a TD-LTE w/ 20+20 CA        | Q4 2015      |
| Helio P15; MT6755T  | ARMv8-A (64-bit) | 28 nm HPC+                               | 2.2 GHz quad-core ARM Cortex-A53 a 1.2 GHz quad-core ARM Cortex-A53                                         | Mali-T860 MP2 @ 700 MHz       | 32-bit single-channel 933 MHz LPDDR3 (7.4 GB/sec) up to 4GB | GSM, UMTS, GPRS, HSPA+, HSUPA, TD-SCDMA, CDMA2000 1x/EVDO Rev. A, Cat 6 FDD a TD-LTE w/ 20+20 CA        | Q3 2016      |
| Helio X10; MT6795   | ARMv8-A (64-bit) | 28 nm HPM                                | Up to 2.0 GHz octa-core ARM Cortex-A53                                                                      | PowerVR G6200 @ 700 MHz       | 32-bit dual-channel 933 MHz LPDDR3 (14.9 GB/sec)            | GSM, UMTS, GPRS, HSPA+, HSUPA, TD-SCDMA, LTE Cat 4                                                      | Q4 2014      |
| Helio P20; MT6757   | ARMv8-A (64-bit) | 16 nm FFC                                | 2.3 GHz quad-core ARM Cortex-A53 a 1.6 GHz quad-core ARM Cortex-A53                                         | Mali-T880 MP2 @ 900 MHz       | 16-bit dual-channel 1600 MHz LPDDR4x (12.8 GB/sec)          | GSM, UMTS, GPRS, HSPA+, HSUPA, TD-SCDMA, CDMA2000 1x/EVDO Rev. A, Cat 6 FDD a TD-LTE w/ 20+20 CA        | Q3 2016      |
| Helio P25; MT6757CD | ARMv8-A (64-bit) | 16 nm FFC                                | 2.6 GHz quad-core ARM Cortex-A53 a 1.6 GHz quad-core ARM Cortex-A53                                         | Mali-T880 MP2 @ 1 GHz         | 16-bit dual-channel 1600 MHz LPDDR4x (12.8 GB/sec)          | GSM, UMTS, GPRS, HSPA+, HSUPA, TD-SCDMA, CDMA2000 1x/EVDO Rev. A, Cat 6 FDD a TD-LTE w/ 20+20 CA        | Q2 2017      |
| Helio X20; MT6797   | ARMv8-A (64-bit) | 20 nm HPM                                | Up to 2.1 GHz Dual-core ARM Cortex-A72, 1.85 GHz quad-core ARM Cortex-A53, 1.4 GHz quad-core ARM Cortex-A53 | Mali-T880 MP4 @ 780 MHz       | 32-bit dual-channel 800 MHz LPDDR3                          | GSM, UMTS, GPRS, HSPA+, HSUPA, TD-SCDMA, CDMA2000 1x/EVDO Rev. A, Cat 6 FDD a TD-LTE w/ 20+20 CA        | Q4 2015      |
| Helio X23; MT6797D  | ARMv8-A (64-bit) | 20 nm HPM                                | Up to 2.3 GHz Dual-core ARM Cortex-A72, 1,85 GHz quad-core ARM Cortex-A53, 1.4 GHz quad-core ARM Cortex-A53 | Mali-T880 MP4 @ 800 MHz       | 32-bit dual-channel 800 MHz LPDDR3                          | GSM, UMTS, GPRS, HSPA+, HSUPA, TD-SCDMA, CDMA2000 1x/EVDO Rev. A, Cat 6 FDD a TD-LTE w/ 20+20 CA        | Q1 2017      |
| Helio X25; MT6797T  | ARMv8-A (64-bit) | 20 nm HPM                                | Up to 2.5 GHz Dual-core ARM Cortex-A72, 2 GHz quad-core ARM Cortex-A53, 1.55 GHz quad-core ARM Cortex-A53   | Mali-T880 MP4 @ 800 MHz       | 32-bit dual-channel 800 MHz LPDDR3                          | GSM, UMTS, GPRS, HSPA+, HSUPA, TD-SCDMA, CDMA2000 1x/EVDO Rev. A, Cat 6 FDD a TD-LTE w/ 20+20 CA        | Q4 2015      |
| Helio X27; MT6797X  | ARMv8-A (64-bit) | 20 nm HPM                                | Up to 2.6 GHz Dual-core ARM Cortex-A72, 2 GHz quad-core ARM Cortex-A53, 1.6 GHz quad-core ARM Cortex-A53    | Mali-T880 MP4 @ 800 MHz       | 32-bit dual-channel 800 MHz LPDDR3                          | GSM, UMTS, GPRS, HSPA+, HSUPA, TD-SCDMA, CDMA2000 1x/EVDO Rev. A, Cat 6 FDD a TD-LTE w/ 20+20 CA        | Q1 2017      |
| Helio X30; MT6799   | ARMv8-A (64-bit) | 10 nm FF+                                | Up to 2.5 GHz Dual-core ARM Cortex-A73, 2.2 GHz Quad-core ARM Cortex-A53, 1.9 GHz Quad-core ARM Cortex-A35  | PowerVR GT7400 Plus @ 800 MHz | 16-bit quad-channel 1866 MHz LPDDR4X                        | GSM, UMTS, GPRS, HSPA+, HSUPA, TD-SCDMA, CDMA2000 1x/EVDO Rev. A, Cat 10 FDD a TD-LTE w/ 3 CA           | Q1 2017      |

### Modemové procesory
| Produktové číslo | Velikost výrobního procesoru transistorů | Bezdrátové rádiové technologie                           | Kompatibilní s | Released |
| ---------------- | ---------------------------------------- | -------------------------------------------------------- | -------------- | -------- |
| MT6280           |                                          | DC-HSPA+, W-CDMA, TD-SCDMA, EDGE a GSM/GPRS              | MT2523         |          |
| MT6290           | 28 nm                                    | LTE R9 (4G), DC-HSPA+, W-CDMA, TD-SCDMA, EDGE a GSM/GPRS | MT6592, MT6582 | Q1 2014  |

### Samostatné využití procesorů a tabletové procesory
| Produktové číslo | CPU ISA | CPU                                                                     | CPU cache         | GPU                                   | Technologie paměti                        | Bezdrátové rádiové technologie                                             | Datum vydání   |
| ---------------- | ------- | ----------------------------------------------------------------------- | ----------------- | ------------------------------------- | ----------------------------------------- | -------------------------------------------------------------------------- | -------------- |
| MT8317           | ARMv7   | 1.0 GHz dual-core ARM Cortex-A9                                         |                   | PowerVR SGX531 Ultra @ 522 MHz        |                                           |                                                                            | 3Q 2013        |
| MT8317T          | ARMv7   | 1.2 GHz dual-core ARM Cortex-A9                                         |                   | PowerVR SGX531 Ultra @ 522 MHz        |                                           |                                                                            | 3Q 2013        |
| MT8312           | ARMv7   | 1.3 GHz dual-core ARM Cortex-A7                                         | 256 KB L2         | Mali-400 @ 500 MHz                    |                                           | Multi-mode Rel. 8 HSPA+/TD-SCDMA, Wi-Fi, Bluetooth, GPS                    | 1H 2014        |
| MT8382           | ARMv7   | 1.3 GHz quad-core ARM Cortex-A7                                         | 256 KB L2         | Mali-400 MP2 @ 500 MHz                |                                           | Multi-mode Rel. 8 HSPA+/TD-SCDMA, Wi-Fi, Bluetooth, GPS                    | 1H 2014        |
| MT8117           | ARMv7   | 1.2 GHz dual-core ARM Cortex-A7                                         |                   | PowerVR SGX544 @ 156 MHz              |                                           |                                                                            | 1H 2014        |
| MT8121           | ARMv7   | 1.3 GHz quad-core ARM Cortex-A7                                         |                   | PowerVR SGX544 @ 156 MHz              |                                           | Wi-Fi, Bluetooth, GPS                                                      | 2H 2013        |
| MT8125           | ARMv7   | 1.2 GHz quad-core ARM Cortex-A7                                         | 1 MB L2           | PowerVR SGX544MP1 @ 256 MHz           | 32-bit LPDDR2/DDR3L                       |                                                                            | 1H 2013        |
| MT8389           | ARMv7   | 1.2 GHz quad-core ARM Cortex-A7                                         | 1 MB L2           | PowerVR SGX544 @ 286 MHz              | 32-bit LPDDR2/DDR3L                       | 3G                                                                         | 1H 2013        |
| MT8389T          | ARMv7   | 1.5 GHz quad-core ARM Cortex-A7                                         | 1 MB L2           | PowerVR SGX544 @ 357 MHz              | 32-bit LPDDR2/DDR3L                       | 3G                                                                         | 1H 2013        |
| MT8127           | ARMv7   | 1.3 GHz quad-core ARM Cortex-A7                                         | 512 KB L2         | Mali-450 MP4 @ 600 MHz                | 32-bit 666 MHz DDR3 (5.3 GB/s)            | Wi-Fi, Bluetooth, FM, GPS                                                  | 2014           |
| MT8135           | ARMv7   | 1.7 GHz dual-core ARM Cortex-A15 and 1.2 GHz dual-core ARM Cortex-A7    |                   | PowerVR G6200 (2 clusters) @ 450 MHz  |                                           |                                                                            | Announced 2013 |
| MT8135V          | ARMv7   | 1.5 GHz dual-core ARM Cortex-A15 and 1.2 GHz dual-core ARM Cortex-A7    |                   | PowerVR G6200 (2 clusters) @ 450 MHz  | 32-bit DDR3L                              |                                                                            | Q3 2014        |
| MT8321           | ARMv7   | 1.3 GHz quad-core ARM Cortex-A7                                         |                   | Mali-400                              |                                           | UMTS / HSPA+ R8 / TD-SCDMA / EDGE, Wi-Fi, Bluetooth, FM, GPS               | 2014           |
| MT8151           | ARMv7   | 1.7 GHz octa-core ARM Cortex-A7                                         |                   | Mali-450 MP4                          |                                           | Wi-Fi, Bluetooth, GPS                                                      |                |
| MT8392           | ARMv7   | 2.0 GHz octa-core ARM Cortex-A7                                         | 32 KB L1, 1 MB L2 | Mali-450 MP4 @ 700 MHz                |                                           | 3G                                                                         | 1H 2014        |
| MT8732           | ARMv8   | 1.5 GHz quad-core ARM Cort ex-A53                                       | 512 KB L2         | Mali-T760 MP2 @ 500 MHz               | Up to 800 MHz LPDDR3 (6.4 GB/s)           | LTE Cat 4 (4G), 3G, 2G, Wi-Fi, Bluetooth, FM, GPS/Glonass/BeiDou           | Q4 2014        |
| MT8735           | ARMv8   | 1.3 GHz quad-core ARM Cortex-A53                                        |                   | Mali-T720 MP2                         | LPDDR3                                    | LTE Cat 4 (4G), 3G, 2G, Dual-band Wi-Fi, Bluetooth, FM, GPS/Glonass/BeiDou | Q2 2015        |
| MT8752           | ARMv8   | 1.7 GHz octa-core ARM Cortex-A53                                        |                   | Mali-T760 MP2 @ 700 MHz               |                                           | LTE Cat 4 (4G), 3G, 2G etc.                                                | Q4 2014        |
| MT8163(V/A)      | ARMv8   | 1.5 GHz quad-core ARM Cortex-A53                                        |                   | Mali-T720 MP2 @ 600 MHz               | 800 MHz DDR3/L                            | Dual-band Wi-Fi, Bluetooth, FM, GPS                                        | Q2 2015        |
| MT8163(V/B)      | ARMv8   | 1.3 GHz quad-core ARM Cortex-A53                                        |                   | Mali-T720 MP2 @ 520 MHz               | 800 MHz DDR3/L                            | Dual-band Wi-Fi, Bluetooth, FM, GPS                                        | Q2 2015        |
| MT8173           | ARMv8   | Up to 2 GHz dual-core ARM Cortex-A72 a dual-core ARM Cortex-A53         |                   | PowerVR GX6250 (2 clusters)           |                                           |                                                                            | Q1 2015        |
| MT8176           | ARMv8   | Up to 2 GHz dual-core ARM Cortex-A72 a 1.6 GHz quad-core ARM Cortex-A53 |                   | PowerVR GX6250 (2 clusters) @ 600 MHz | dual channel 32-bit LPDDR3 DRAM (933 MHz) | a/b/g/n/ac WiFi, Bluetooth, FM, GPS                                        | Q1 2016        |

### Procesory pro nositelná zařízení
V lednu 2015 oznámila společnost nové čipy podporující Google Android Wear pro nositelná zařízení.
| Produktové číslo | CPU ISA | Velikost výrobního procesoru transistorů | CPU                             | CPU cache           | GPU                    | Technologie paměti    | Bezdrátové rádiové technologie | Datum vydání |
| ---------------- | ------- | ---------------------------------------- | ------------------------------- | ------------------- | ---------------------- | --------------------- | ------------------------------ | ------------ |
| MT2502           | ARMv5   | 28 nm                                    | 260 MHz single-core ARM7EJ-S    |                     |                        |                       | GSM/EDGE (2G), Bluetooth       |              |
| MT2601           | ARMv7   | 28 nm                                    | 1.2 GHz ARM dual-core Cortex-A7 | 256 KB L2           |                        | LPDDR2/3 up to 512 MB | 3G, Wi-Fi, Bluetooth and GPS   | January 2015 |
| MT6572           | ARMv7   | 28 nm                                    | 1.4 GHz dual-core ARM Cortex-A7 | 32 KB L1, 256 KB L2 | Mali-400 MP1 @ 500 MHz | LPDDR2 266 MHz        | 2G modem, Wi-Fi, Bluetooth     | June 2013    |

### GNSS moduly
Moduly pro Globální družicový polohový systém (anglicky Global Navigation Satellite System, zkratkou GNSS):
- MT6628 (GPS) WLAN 802.11b/g/n, WIFI Direct, Bluetooth 4.0 LE, GPS/QZSS, FM
- MT6620 (GPS)
- MT3339 (2011) (GPS, QZSS, SBAS)
- MT3337 (GPS)
- MT3336 (GPS)
- MT3333/MT3332 (2013) GPS/GLONASS/GALILEO/BEIDOU/QZSS, is the world’s first five-in-one multi-GNSS that supports the Beidou navigation satellite system.
- MT3329 (GPS)
- MT3328 (GPS)
- MT3318 (GPS)

### IEEE 802.11
Jako výsledek spojení s firmou Ralink, vytvořil MediaTek bezdrátové síťové karty pro standardizaci IEEE 802.11.

### Digitální televizní systémy na čipu
Od ledna roku 2015 přišla společnost s novým čipem MT5596, který má podporu Google Android TV.
| Produktové číslo | CPU                                                | GPU              | Video dekodér                           | Video kodér | Integrovaná konektitvita           | Segment                                      | Datum vydání |
| ---------------- | -------------------------------------------------- | ---------------- | --------------------------------------- | ----------- | ---------------------------------- | -------------------------------------------- | ------------ |
| MT5366           |                                                    |                  | MPEG1/2/4, H.264, VC-1, RMVB, AVS       |             | TCON/OD, Ethernet MAC              | 60 Hz cost-efficient TV                      |              |
| MT5389           |                                                    |                  | MPEG1/2/4, H.264, VC-1, RMVB, AVS, VP8  |             | TCON, 3 x HDMI 1.4                 | Základní 60 Hz 3D TV                         |              |
| MT5395           |                                                    |                  | MPEG1/2/4, H.264, VC-1, RMVB, AVS       | 720p H.264  | TCON/OD, Ethernet PHY, HDMI 1.4    | Full-HD 120 Hz, 3D LCD TV s ME/MC            |              |
| MT5396           |                                                    |                  | MPEG1/2/4, H.264, VC-1, RMVB, AVS, VP8  | 720p H.264  | TCON/OD, Ethernet PHY              | Full-HD 120 Hz, 3D LCD TV s ME/MC (Smart TV) |              |
| MT5398           | Dual-core ARM Cortex-A9                            | Ano              | MPEG-1/2/4, H.264, VC-1, RMVB, AVS, VP8 | 720p H.264  | TCON, HDMI 1.4                     | Smart 3D TV                                  |              |
| MT5505           | Dual-core Cortex-A9                                | ARM Mali-4xx MP2 | MPEG-1/2/4, H.264, VC-1, RMVB, AVS, VP8 | 720p H.264  | TCON, HDMI 1.4                     | Smart 3D TV                                  |              |
| MT5580           | Cortex-A9                                          |                  | MPEG-1/2/4, H.264, VC-1, RMVB, AVS, VP8 |             | TCON, Ethernet PHY + MAC, HDMI 1.4 | Connected 3D TV                              |              |
| MT5595           | Dual-core ARM Cortex-A17 + dual-core ARM Cortex-A7 | ARM Mali-T6xx?   | 4K HEVC/VP9 @ 60 fps                    |             |                                    | Android TV, UltraHD                          | Q1 2015      |